# Thyropisthus cucullus
Thyropisthus cucullus är en mångfotingart som beskrevs av Demange 1961. Thyropisthus cucullus ingår i släktet Thyropisthus, och familjen Harpagophoridae. Inga underarter finns listade i Catalogue of Life.